# 1911 في الولايات المتحدة
فيما يلي قوائم الأحداث التي وقعت خلال عام 1911 في الولايات المتحدة.

## سياسة

### تعيين في المنصب
- 1 يناير – إدوارد إل يهي عضو مجلس الشيوخ الأمريكي.
- 1 يناير – فرانكلين روزفلت عضو مجلس ولاية نيويورك.
- 2 يناير – جوزيف مال كاري حاكم وايومنغ  [لغات أخرى]‏.
- 3 يناير – حيرام جونسون حاكم كاليفورنيا.
- 10 يناير – أوزوالد ويست حاكم ولاية أوريغون [الإنجليزية]‏.
- 17 يناير – وودرو ويلسون حاكم نيو جيرسي [الإنجليزية]‏.
- 4 مارس – جيمس بيرنز عضو مجلس النواب الأمريكي.
- 22 مايو – هنري ستيمسون وزير حرب الولايات المتحدة.[1]

### انتهاء فترة المنصب
- 2 يناير – جيمس اولى ديفيدسون حاكم ولاية ويسكونسن [الإنجليزية]‏.
- 9 يناير – تشارلز ناثانيل هاسكل حاكم أوكلاهوما [الإنجليزية]‏.
- 17 يناير – إدوين سيدني ستيوارت حاكم ولاية بنسلفانيا [الإنجليزية]‏.
- 17 يناير – توماس ميتشل كامبل حاكم ولاية تكساس.

## ظهور
- 1 يناير – أميرة المريخ

## كتب
من الكتب التي صدرت هذه السنة في الولايات المتحدة:
- 1 يناير – جنيات البحر من تأليف ليمان فرانك بوم.
- 1 يناير – قاموس الشيطان من تأليف أمبروز بيرس.
- 1 سبتمبر – إيثان فروم من تأليف إديث وارتون.

## مواليد

### يناير
- 1 يناير – توم أمرهاين لاعب كرة قدم أمريكي.
- 1 يناير – كارل موريس رسام أمريكي.
- 9 يناير – روز لي
- 12 يناير – غابرييل ألموند
- 17 يناير – جورج ستيجلر عالم اقتصاد أمريكي.
- 18 يناير – داني كاي
- 22 يناير – فلورنسا ماير مصورة أمريكية.

### فبراير
- 6 فبراير – رونالد ريغان سياسي أمريكي.
- 8 فبراير – إليزابيث بيشوب شاعرة أمريكية.
- 11 فبراير – كارل زايفرت عالم فلك أمريكي.
- 15 فبراير – ليونارد وودكوك دبلوماسي أمريكي.
- 16 فبراير – كيث جليدهيل لاعب كرة مضرب من الولايات المتحدة.
- 19 فبراير – بيل باورمان
- 23 فبراير – غيرهارد مينين ويليامز

### مارس
- 2 مارس – وليام هانسن ممثل من الولايات المتحدة الأمريكية.
- 3 مارس – إلمر راي ملاكم من الولايات المتحدة الأمريكية.
- 3 مارس – جين هارلو
- 9 مارس – ريموند أبراشكين كاتب أمريكي.
- 13 مارس – ل. رون هوبارد
- 18 مارس – ويليام لافا ملحن أمريكي.
- 24 مارس – جوزيف باربيرا
- 25 مارس – جاك روبي رجل أعمال من الولايات المتحدة الأمريكية.
- 26 مارس – تينيسي وليامز كاتب مسرحي أمريكي.
- 30 مارس – ليستر ستوفين لاعب كرة مضرب من الولايات المتحدة.

### أبريل
- 1 أبريل – جو فورتنبيري لاعب كرة سلة من الولايات المتحدة الأمريكية.
- 3 أبريل – فريدي ميلر ملاكم من الولايات المتحدة الأمريكية.
- 5 أبريل – جوردون جونز ممثل أمريكي.
- 8 أبريل – ملفين كالفن كيميائي أمريكي.
- 9 أبريل – جيم بانون ممثل أمريكي.
- 17 أبريل – جورج سيتون
- 19 أبريل – ماتيلدا وايت رايلي

### مايو
- 1 مايو – تشارلز ماير
- 5 مايو – إدوارد دفيت سياسي أمريكي.
- 8 مايو – روبرت جونسون
- 13 مايو – واين هايز سياسي أمريكي.
- 18 مايو – سيغريد قيوري ممثلة أمريكية.
- 20 مايو – غاردنر فوكس
- 25 مايو – ويل بارنيت فنان أمريكي.
- 26 مايو – بين الكسندر ممثل أمريكي.
- 27 مايو – فينسنت برايس ممثل أمريكي.
- 27 مايو – هيوبرت همفري سياسي أمريكي.
- 30 مايو – دوغلاس فولي

### يونيو
- 12 يونيو – جون د.جيرنيكان دبلوماسي امريكي
- 13 يونيو – لويس ألفاريز
- 25 يونيو – ريد هادلي
- 25 يونيو – ويليام ستاين
- 26 يونيو – إدوارد هيرش ليفي سياسي أمريكي.
- 26 يونيو – بابي ديدريكسون
- 29 يونيو – بيرنارد هيرمان ملحن أمريكي.

### يوليو
- 4 يوليو – فريدريك سيتز فيزيائي أمريكي.
- 7 يوليو – جوان بيري ممثلة أمريكية.
- 9 يوليو – جون أرتشيبالد ويلر فيزيائي أمريكي.
- 14 يوليو – وليام نوريس
- 16 يوليو – جنجر روجرز
- 22 يوليو – اميل اندريس
- 24 يوليو – كورن غريفين ملاكم من الولايات المتحدة الأمريكية.

### أغسطس
- 1 أغسطس – بوبي باشو ملاكم من الولايات المتحدة الأمريكية.
- 2 أغسطس – آن دفوراك
- 2 أغسطس – هاولاند تشامبرلين
- 6 أغسطس – لوسيل بال
- 7 أغسطس – نيكولاس راي مخرج أفلام أمريكي.
- 9 أغسطس – وليام فاولر
- 13 أغسطس – بيرترام ثوماس كومبس
- 16 أغسطس – سكيني جونسون
- 22 أغسطس – جون جيه هيكي سياسي أمريكي.
- 24 أغسطس – سيمور فوغل فنان أمريكي.

### سبتمبر
- 13 سبتمبر – بيل مونرو موسيقي أمريكي.
- 19 سبتمبر – بيل تيت ملاكم من الولايات المتحدة الأمريكية.
- 29 سبتمبر – إلسورث فاينز لاعب كرة مضرب من الولايات المتحدة.

### أكتوبر
- 13 أكتوبر – جون رنش رياضياتي من الولايات المتحدة الأمريكية.
- 21 أكتوبر – ماري بلير
- 26 أكتوبر – ماهاليا جاكسون
- 27 أكتوبر – ليف إريكسون

### نوفمبر
- 1 نوفمبر – دونالد وليام كيرست
- 1 نوفمبر – سيدني وود لاعب كرة مضرب من الولايات المتحدة.
- 5 نوفمبر – روي روجرز
- 7 نوفمبر – جورج اتش كير دبلوماسي أمريكي.
- 22 نوفمبر – نولا أوكس
- 24 نوفمبر – كيربي غرانت

### ديسمبر
- 8 ديسمبر – لي جاي كوب
- 8 ديسمبر – وليام والاس بارون سياسي أمريكي.
- 9 ديسمبر – برودريك كروفورد
- 10 ديسمبر – تشيت هنتلي
- 10 ديسمبر – سيدني فوكس
- 11 ديسمبر – هاري غولد كيميائي أمريكي.
- 21 ديسمبر – جوش جيبسون لاعب بيسبول أمريكي.
- 22 ديسمبر – جروت ريبر عالم فلك أمريكي.
- 23 ديسمبر – جيمس غريغوري
- 25 ديسمبر – إميل كونوبينسكي فيزيائي أمريكي.

## وفيات

### فبراير
- 19 فبراير – بول مورتون (مواليد 1857) سياسي أمريكي.

### مارس
- 5 مارس – نيك بورلي (مواليد 1875) ملاكم من الولايات المتحدة الأمريكية.
- 13 مارس – هنري بيكيرينغ بوديتش (مواليد 1840)

### أبريل
- 17 أبريل – جون هنري روجرز (مواليد 1845) سياسي أمريكي.

### سبتمبر
- 21 سبتمبر – جيمس كورتيس هيبورن (مواليد 1815)

### أكتوبر
- 14 أكتوبر – جون مارشال هارلان (مواليد 1833)